# 17851 Kaler
17851 Kaler è un asteroide della fascia principale. Scoperto nel 1998, presenta un'orbita caratterizzata da un semiasse maggiore pari a 2,3984831 UA e da un'eccentricità di 0,1437914, inclinata di 3,23103° rispetto all'eclittica. Chiamato inizialmente 1998 JK, gli è stato dato il nome del professor Jim Kaler, instancabile astronomo scrittore di libri e articoli sul web che trattano di astronomia.